# Daniel Lequertier
 (juillet 2018).
Pour les articles homonymes, voir Lequertier.
Daniel Lequertier est un diplomate français né le 15 juin 1943 à Pont-Hébert. 

## Biographie
Daniel Lequertier est ancien élève de l'École nationale d'administration (promotion Marcel-Proust, ).
Après avoir été en poste au Chili, il a été de 1996 à 1999 ambassadeur de France en Turquie. Après ce, il devient secrétaire général adjoint du ministère des Affaires étrangères.
En 2005, il est fait ambassadeur de France.